# 隆格雷
隆格雷（法語：Longré，法語發音：[lɔ̃ɡʁe]）是法国夏朗德省的一个市镇，属于孔福朗区。

## 地理
隆格雷（46°0'6"N, 0°0'46"W）面积14.73 平方千米，位于法国新阿基坦大区夏朗德省，该省份为法国西部内陆省份，北起德塞夫勒省和维埃纳省，东临上维埃纳省，东南至多尔多涅省，南至多爾多涅省，西接滨海夏朗德省。
与隆格雷接壤的市镇（或旧市镇、城区）包括：布雷特、派宰诺杜安-昂布里、圣弗赖涅。

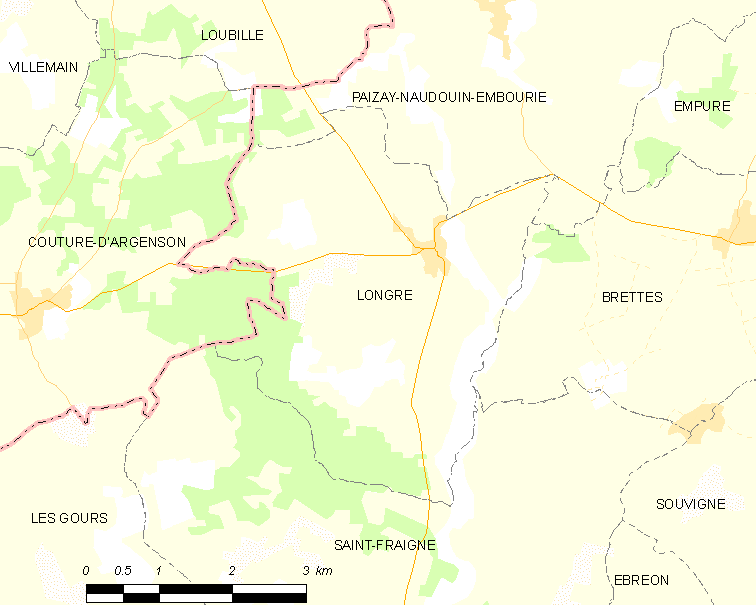
隆格雷的OSM定位图

隆格雷的时区为UTC+01:00、UTC+02:00（夏令时）。

## 行政
隆格雷的邮政编码为16240，INSEE市镇编码为16190。

## 政治
隆格雷所属的省级选区为夏朗德北县。

## 人口

1962-2008年间隆格雷人口变化图示

隆格雷于2022年1月1日时的人口数量为191人。